# Dariusz Jemielniak
Dariusz Jemielniak (ur. 17 marca 1975) – polski profesor, badacz społeczny analizujący dezinformację w sieci i ruchy antynaukowe (w tym antyszczepionkowe), specjalizujący się w organizacjach otwartej współpracy i w badaniu społeczności internetowych.
Kierownik Katedry Management in Networked and Digital Societies (MINDS) w Akademii Leona Koźmińskiego. Od 2019 członek korespondent Polskiej Akademii Nauk, oraz wiceprezes w kadencji 2023–2026. Od 2016 pracuje jako faculty associate Berkman Klein Center for Internet & Society na Uniwersytecie Harvarda. W 2024 Komisja Europejska nominowała go do Rady Europejskiego Instytutu Innowacji i Technologii. W latach 2015–2025 członek Rady Powierniczej Wikimedia Foundation. 

## Życiorys
Ukończył VI Liceum Ogólnokształcące im. Tadeusza Reytana w Warszawie (1994) i studia magisterskie na kierunku „Zarządzanie gospodarcze” w Wydziale Zarządzania Uniwersytetu Warszawskiego (2000). W 2004 uzyskał stopień doktora nauk ekonomicznych w Akademii Leona Koźmińskiego. Promotorem jego pracy, zatytułowanej Informatycy w organizacjach. Studium kultury zawodowej programistów, był Andrzej Koźmiński. W 2009, na podstawie rozprawy Praca oparta na wiedzy, uzyskał stopień doktora habilitowanego, a w 2014 tytuł profesora nauk ekonomicznych.

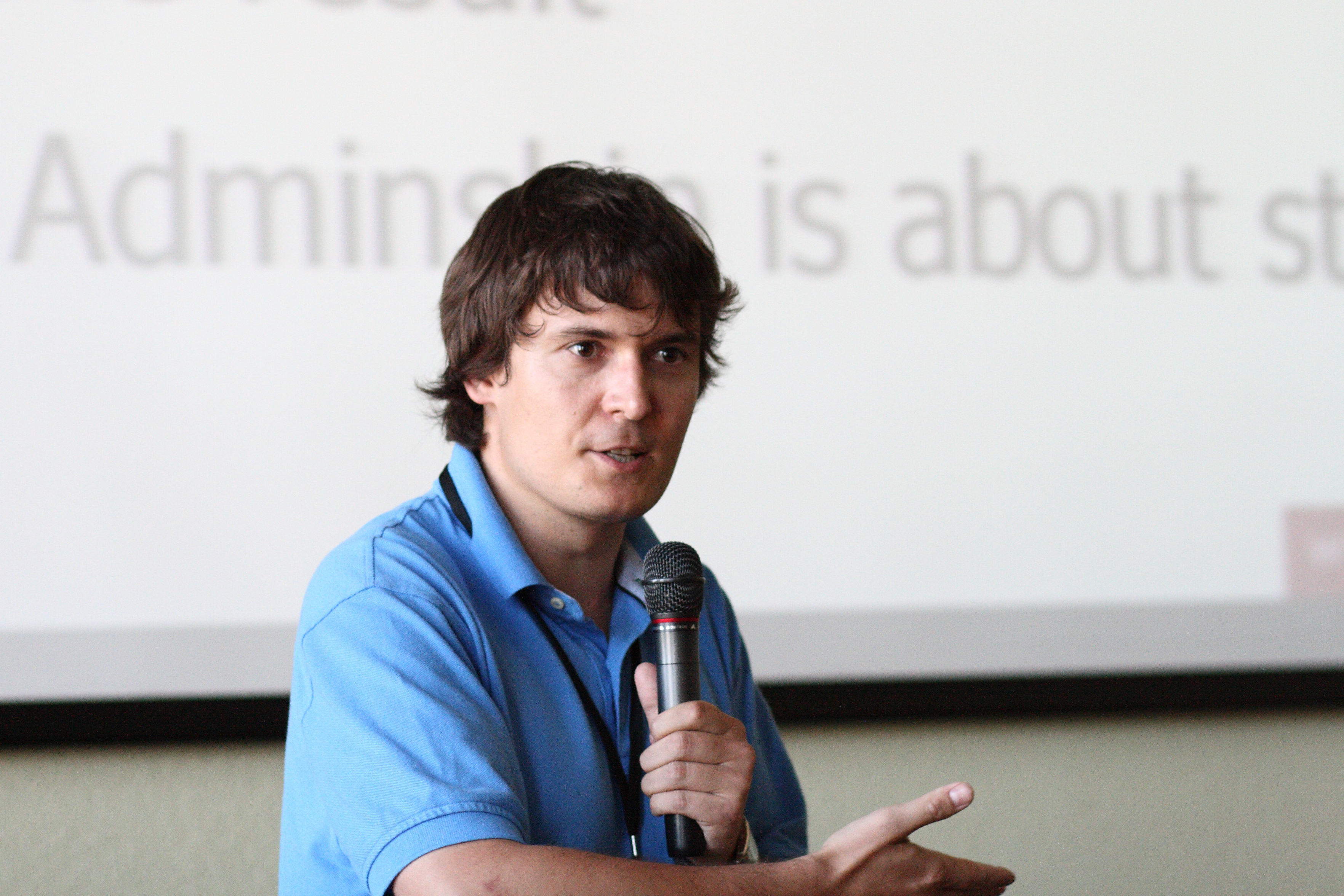
Dariusz Jemielniak na Wikimanii w Gdańsku w 2010

Profesor wizytujący m.in. na Cornell University (2004–2005), Harvard University (2007, 2015–2016, 2019–2020), University of California Berkeley (2008), Harvard Law School (2011–2012), Massachusetts Institute of Technology (2015–2016, 2019–2020), Universidad Complutense de Madrid (2019). Stypendysta m.in. Collegium Invisibile (1998), Fundacji Nauki Polskiej (2000, przedłużone na rok 2001), Fundacji Fulbrighta (2004), Fundacji Kościuszkowskiej (2007), laureat stypendium dla wybitnych młodych naukowców Ministra Nauki i Szkolnictwa Wyższego (2009), stypendium fundacji Tygodnika „Polityka” (2009), nagrody zespołowej Ministra Nauki i Szkolnictwa Wyższego za osiągnięcia dydaktyczne (2009), nagrody indywidualnej Ministra Nauki i Szkolnictwa Wyższego za pracę habilitacyjną (2010), medalu KEN (2010), a także stypendium Mobilność Plus Ministra Nauki i Szkolnictwa Wyższego (2011). W 2018 odznaczony Brązowym Krzyżem Zasługi. Od 2011 członek Rady Programowej Centrum Nauki Kopernik. W 2012 został członkiem Akademii Młodych Uczonych PAN na kadencję 2012–2017. W 2014 został powołany do Komitetu Polityki Naukowej Ministerstwa Nauki i Szkolnictwa Wyższego. W 2015 uzyskał status fellow w Berkman Center for Internet and Society na Harvard University, a w 2016 został tam faculty associate. W 2015 amerykańskie Media Ecology Association przyznało mu nagrodę Dorothy Lee za pracę naukową z zakresu ekologii kultury. W 2016 otrzymał nagrodę naukową Prezesa PAN. W 2020 otrzymał nagrodę naukową Prezesa Rady Ministrów. W 2024 roku otrzymał wyróżnienie Digital Shapers 2023 od Fundacja Digital Poland w kategorii Wizjonerzy.
W latach 1998–2004 przewodniczący stowarzyszenia Collegium Invisibile trzech kolejnych kadencji. Członek Komitetu Socjologii PAN 2012–2018 i Komitetu Nauk Organizacji i Zarządzania PAN 2012–2018. Finalista plebiscytu Polacy z werwą w 2015. W latach 2010–2015 redaktor naczelny zagranicznego czasopisma z zakresu zarządzania i teorii organizacji „Tamara Journal of Critical Organization Inquiry”.
Autor największego polskiego darmowego słownika internetowego ling.pl oraz darmowego serwisu do nauki języka angielskiego angielski.edu.pl. Członek grupy doradczej programu English Teaching Polsko-Amerykańskiej Fundacji Wolności i Nidzickiej Fundacji Rozwoju „Nida”. Od 2009 polski przedstawiciel „The Annals of Improbable Research”, czasopisma przyznającego Nagrody Ig Nobla.
Jest aktywistą ruchu Wikimedia (od 2007 jest członkiem Stowarzyszenia Wikimedia Polska); brał udział m.in. w międzynarodowym dyskursie na temat dopuszczalności płatnych edycji na Wikipedii, a także sposobów na redukcję biurokracji na Wikipedii, zarządzania konfliktami oraz zwiększania udziału kobiet w edytowaniu. Jest też orędownikiem większego zaangażowania naukowców i uczelni w wykorzystanie Wikipedii na studiach (pisania artykułów przez studentów jako dobrej formy sprawdzania wiedzy, jak i tworzenia czegoś społecznie użytecznego). Twierdzi, że moralnym obowiązkiem wszystkich korzystających z Wikipedii, o ile nie przekazują dotacji na jej rozwój, jest poprawianie zauważonych błędów. Jest też autorem pierwszej na świecie etnografii społeczności Wikipedii, która ukazała się w 2014 nakładem Stanford University Press. W 2012 został jednym z siedmiu członków międzynarodowego Komitetu Finansowego (Funds Dissemination Committee) przy Wikimedia Foundation i jego przewodniczącym przez pierwsze trzy kadencje. W 2015 wybrany do Rady Powierniczej Wikimedia Foundation, jako pierwsza osoba wybrana przez społeczność spoza USA i Europy Zachodniej W 2017 wybrany na kolejną kadencję 2017–2020, a w 2021 wybrany na trzecią kadencję 2021–2024.

### Polska Akademia Nauk
5 grudnia 2019, w wieku 44 lat, został wybrany członkiem korespondentem PAN. Jest jednym z najmłodszych członków PAN i najmłodszym w historii przedstawicielem nauk społecznych i humanistycznych. Średnia wieku wśród wybranych w tym roku 51 członków i członkiń korespondentów to 59 lat.
22 listopada 2022 został ogłoszony kandydatem na wiceprezesa Polskiej Akademii Nauk po zgłoszeniu przez Prezesa-elekta Marka Konarzewskiego. 8 grudnia, podczas 148. sesji Zgromadzenia Ogólnego PAN został wybrany na stanowisko Wiceprezesa PAN w kadencji 2023–2026, wspólnie z dr hab. Mirosławą Ostrowską, prof. Natalią Sobczak i prof. Aleksandrem Welfe.

### Życie prywatne
Instruktor i posiadacz czarnego pasa (stopnia Ekspert) w krav maga. Akademicki mistrz Polski w brazylijskim jiu jitsu w 2025.

## Zainteresowania badawcze
Zajmuje się badaniami typu Thick Big Data, łączącymi badania ilościowe z zakresu data science z badaniami jakościowymi typu etnograficznego. Wykorzystuje je do analizy społeczności tworzących wiedzę w internecie, zarówno skoncentrowanych na wiedzy naukowej, jak w ruchu otwartej wiedzy czy nauki obywatelskiej, jak i na zaprzeczaniu naukowemu konsensusowi, jak w przypadku ruchów kwestionujących zmianę klimatu, czy użyteczność szczepionek.
Wcześniej zajmował się badaniami jakościowymi organizacji w ramach paradygmatu interpretatywnego, krytyczną teorią zarządzania, action research, teorią profesjonalizacji, a także badaniami ilościowymi społeczności internetowych. Prowadził badania pracowników wiedzy (knowledge-workers) na przykładzie programistów w Polsce i w Stanach Zjednoczonych. Zajmuje się badaniem tożsamości i kształtowania ról w projektach open source na przykładzie społeczności wikipedystów, którą analizował metodami etnografii uczestniczącej. Analizował także przemiany organizacyjne zachodzące na uczelniach i brał udział w debacie publicznej o reformie szkolnictwa wyższego w Polsce.

## Publikacje

### Publikacje akademickie
- Jemielniak, Dariusz i Latusek, Dominika (2005), Zarządzanie – teoria i praktyka od podstaw, Warszawa: WSPiZ, ISBN 83-89437-50-3.
- Jemielniak, Dariusz i Koźmiński, Andrzej K. (red.) (2008), Zarządzanie wiedzą. Podręcznik akademicki, Warszawa: Wydawnictwa Akademickie i Profesjonalne, ISBN 978-83-60501-95-5.
- Koźmiński, Andrzej K. i Jemielniak, Dariusz (2008), Zarządzanie od podstaw. Podręcznik akademicki, Warszawa: Wydawnictwa Akademickie i Profesjonalne, ISBN 978-83-60501-58-0 (książka uznana za najlepszą książkę ekonomiczną w kategorii zarządzanie i marketing na Targach Wydawnictw Ekonomicznych w 2008[82]).
- Jemielniak, Dariusz (2008), Praca oparta na wiedzy. Praca w przedsiębiorstwach wiedzy na przykładzie organizacji high-tech Warszawa: Wydawnictwa Akademickie i Profesjonalne, ISBN 978-83-61408-18-5.
- Jemielniak, Dariusz i Kociatkiewicz, Jerzy (red.) (2008), Management Practices in High-tech Environments, Hershey-New York: Information Science Reference, ISBN 978-1-60566-176-6.
- Jemielniak, Dariusz i Kociatkiewicz, Jerzy (red.) (2009), Handbook of Research on Knowledge-Intensive Organizations, Hershey-New York: Information Science Reference, ISBN 978-1-60566-176-6.
- A. K. Козьминьски, В. П. Буянов, Д. Емельняк, A.A. Хачатуров (2010), Основы управления. Учебник для высших учебных заведений Moskwa: Московская Акаденмия Экономики и Права ISBN 5-901770-02-1.
- Chrostowski, Aleksander i Jemielniak, Dariusz (2011), Skuteczne doradztwo strategiczne: metoda Action Research w praktyce, Warszawa: Poltext, ISBN 978-83-7561-180-9.
- Jemielniak, Dariusz (2012), The New Knowledge Workers, Cheltenham, UK – Northampton, USA: Edward Elgar Publishing, ISBN 978-1-84844-753-0.
- Jemielniak, Dariusz i Marks, Abigail (red.) (2012), Managing Dynamic Technology-Oriented Businesses: High-Tech Organizations and Workplaces, Hershey-New York: Information Science Reference, ISBN 978-1-4666-1836-7.
- Jemielniak, Dariusz (red.) (2012) Badania jakościowe. Podejścia i teorie, Warszawa: Wydawnictwo Naukowe PWN, ISBN 978-83-01-16945-9.
- Jemielniak, Dariusz (red.) (2012) Badania jakościowe. Metody i narzędzia, Warszawa: Wydawnictwo Naukowe PWN, ISBN 978-83-01-16946-6.
- Jemielniak, Dariusz (2013) Życie wirtualnych dzikich: netnografia Wikipedii, największego projektu współtworzonego przez ludzi, Warszawa, Poltext, ISBN 978-83-7561-285-1.
- Koźmiński, Andrzej K. i Jemielniak, Dariusz (2013) The New Principles of Management, Frankfurt – New York – Oxford: Peter Lang, ISBN 978-3-631-64252-8.
- Koźmiński, Andrzej K., Jemielniak, Dariusz, Jendrych, Elżbieta i Wiśniewska, Halina (2014) Management matters, Warszawa: Wolters Kluwer ISBN 978-83-264-3180-7.
- Koźmiński, Andrzej K., Jemielniak, Dariusz i Latusek-Jurczak, Dominika (2014) Zasady zarządzania, Warszawa: Wolters Kluwer ISBN 978-83-264-3396-2.
- Jemielniak, Dariusz (red.) (2014) Legal Professions at the Crossroads, New York: Peter Lang ISBN 978-3-631-64385-3.
- Jemielniak, Dariusz (red.) (2014) The Laws of the Knowledge Workplace, Farnham – Burlington: Gower (Ashgate) ISBN 978-1-4724-2388-7.
- Jemielniak, Dariusz (2014) Common Knowledge? An Ethnography of Wikipedia, Stanford: Stanford University Press, ISBN 978-0-8047-8944-8.
- Jemielniak, Dariusz i Latusek-Jurczak, Dominika (2015) Zarządzanie. Teoria i praktyka w pigułce, Warszawa: Poltext, ISBN 978-83-7561-399-5.
- Jemielniak, Dariusz, Latusek-Jurczak, Dominika i Prystupa-Rządca, Kaja (2016) Klasyka teorii zarządzania, Warszawa: Poltext, ISBN 978-83-7561-591-3.
- Ciesielska, Małgorzata i Jemielniak, Dariusz (red.) (2018) Qualitative Methodologies in Organization Studies. Volume I: Theories and New Approaches, London-New York: Palgrave-Macmillan, ISBN 978-3-319-65216-0.
- Ciesielska, Małgorzata i Jemielniak, Dariusz (red.) (2018) Qualitative Methodologies in Organization Studies. Volume II: Methods and Possibilities, London-New York: Palgrave-Macmillan, ISBN 978-3-319-65441-6.
- Емельняк, Дариуш (2018) Свобода, правила, конфликты. Как работает «Википедия», Минск: «Дискурс», ISBN 978-985-90468-5-8.
- Jemielniak, Dariusz (2019) Socjologia internetu, Warszawa: Wydawnictwo Naukowe Scholar, ISBN 978-83-65390-07-3.
- Jemielniak, Dariusz i Przegalińska, Aleksandra (2020) Collaborative Society, Cambridge, MA: MIT Press, ISBN 978-0-262-53791-9.
- Jemielniak, Dariusz i Przegalińska, Aleksandra (2020) Społeczeństwo współpracy, Warszawa: Wydawnictwo Naukowe Scholar, ISBN 978-83-66470-04-0.
- Jemielniak, Dariusz (2020) Thick Big Data: Doing Digital Social Sciences, Oxford: Oxford University Press, ISBN 978-0-19-883971-2
- Przegalińska, Aleksandra i Jemielniak, Dariusz (2023) Strategizing AI in Business and Education, Cambridge: Cambridge University Press ISBN 9781009243520
- Przegalińska, Aleksandra i Jemielniak, Dariusz (2023) AI w strategii: rewolucja sztucznej inteligencji w zarządzaniu, Warszawa: MT Biznes, ISBN 978-83-8231-373-4
- Haber, Eldar, Jemielniak, Dariusz, Kurasiński, Artur, Przegalińska, Aleksandra (2025) Using AI in Academic Writing and Research: A Complete Guide to Effective and Ethical Academic AI, London-New York: Palgrave Macmillan, ISBN 978-3031917042.

### Publikacje z zakresu nauczania języka angielskiego
- Jemielniak, Dariusz i Labenz, Piotr (2003), Angielski – sztuka unikania błędów, Warszawa: Wiedza Powszechna, ISBN 83-214-1263-7.
- Jajdelski, Wojciech, Jemielniak, Dariusz i Rutkowski, Paweł (2004), Encyklopedia języka angielskiego, Kraków: Wydawnictwo Literackie, ISBN 83-08-03429-2.
- Ostrowska, Sabina i Jemielniak, Dariusz (2007), Trzech panów w łódce… z angielskim!, Warszawa: Telbit, ISBN 978-83-60848-13-5.
- Obrodzki, Tomasz i Jemielniak, Dariusz (2008), Wojna światów… z angielskim! Warszawa: Telbit, ISBN 978-83-60848-66-1.
- Fihel, Marta i Jemielniak, Dariusz (2009), Przygody Huckleberry’ego Finna… z angielskim! Warszawa: Telbit, ISBN 978-83-60848-74-6.
- Fihel, Marta i Jemielniak, Dariusz (2010), Przygody Sherlocka Holmesa… z angielskim! Warszawa: Telbit, ISBN 978-83-60848-97-5.
- Jajdelski, Wojciech, Jemielniak, Dariusz, Oberda, Gabriela i Rutkowski, Paweł (2010) Język angielski – vademecum. Gramatyka i słownictwo, Warszawa: Telbit, ISBN 978-83-62252-14-5.
- Jemielniak, Dariusz, Labenz, Piotr i Fihel, Marta (2010), Angielski. Słownik pułapek językowych, Warszawa: Wiedza Powszechna, ISBN 978-83-214-1459-1.
- Fihel, Marta i Jemielniak, Dariusz (2012), Sherlock Holmes i pies Baskervilleów… z angielskim, Warszawa: Telbit, ISBN 978-83-62252-75-6.
- Fihel, Marta, Jemielniak, Dariusz i Komerski, Grzegorz (2013), Wielki Gatsby z angielskim, Warszawa: Poltext, ISBN 978-83-7561-316-2.
- Fihel, Marta, Jemielniak, Dariusz i Komerski, Grzegorz (2014), Czarnoksiężnik z krainy Oz z angielskim, Warszawa: Poltext, ISBN 978-83-7561-318-6.
- Fihel, Marta, Jemielniak, Dariusz, Komerski, Grzegorz i Polak, Maciej (2014), Portret Doriana Graya z angielskim, Warszawa: Poltext, ISBN 978-83-7561-371-1.
- Jemielniak, Dariusz i Miłkowski, Marcin (red.) (2014) Wielki słownik angielsko-polski, tomy 1–2, Warszawa: Wiedza Powszechna, ISBN 978-83-63556-33-4.
- Fihel, Marta, Jemielniak, Dariusz, Komerski, Grzegorz i Oberda, Gabriela (2015), Trzech panów w łódce (nie licząc psa) z angielskim, Warszawa: Poltext, ISBN 978-83-7561-439-8.
- Fihel, Marta, Jemielniak, Dariusz, Komerski, Grzegorz i Oberda, Gabriela (2015), Opowiadania autora Wielkiego Gatsby’ego z angielskim, Warszawa: Poltext, ISBN 978-83-7561-483-1.
- Fihel, Marta, Jemielniak, Dariusz i Komerski, Grzegorz (2015) Piotruś Pan z angielskim, Warszawa: Poltext, ISBN 978-83-7561-576-0.
- Fihel, Marta, Jemielniak, Dariusz, Komerski, Grzegorz i Polak, Maciej (2015) Frankenstein z angielskim, Warszawa: Poltext, ISBN 978-83-7561-542-5.
- Fihel, Marta, Jemielniak, Dariusz, Komerski, Grzegorz i Polak, Maciej (2016) Przygody Sherlocka Holmesa z angielskim Warszawa: Poltext, ISBN 978-83-7561-644-6.
- Fihel, Marta, Jemielniak, Dariusz i Komerski, Grzegorz (2016) Opowieść wigilijna z angielskim Warszawa: Poltext, ISBN 978-83-7561-524-1.
- Fihel, Marta, Jemielniak, Dariusz, Komerski, Grzegorz i Polak, Maciej (2016) Opowiadania Edgara Allana Poe z angielskim Warszawa: Poltext, ISBN 978-83-7561-694-1.
- Fihel, Marta, Jemielniak, Dariusz, Komerski, Grzegorz i Polak, Maciej (2016) Błękitny Zamek z angielskim Warszawa: Poltext, ISBN 978-83-7561-623-1.
- Fihel, Marta, Jemielniak, Dariusz i Komerski, Grzegorz (2016) Baśnie Hansa Christiana Andersena z angielskim, Warszawa: Poltext, ISBN 978-83-7561-651-4.
- Fihel, Marta, Jemielniak, Dariusz i Komerski, Grzegorz (2016) Alicja w Krainie Czarów z angielskim, Warszawa: Poltext, ISBN 978-83-7561-676-7.
- Fihel, Marta, Jemielniak, Dariusz i Komerski, Grzegorz (2017) Anne of Green Gables, Warszawa: Poltext, ISBN 978-83-7561-772-6.
- Fihel, Marta, Jemielniak, Dariusz i Komerski, Grzegorz (2017) A Christmas Carol, Warszawa: Poltext, ISBN 978-83-7561-764-1.
- Fihel, Marta, Jemielniak, Dariusz i Komerski, Grzegorz (2017) The Time Machine: Wehikuł czasu, Warszawa: Poltext, ISBN 978-83-7561-749-8.
- Fihel, Marta, Jemielniak, Dariusz, Komerski, Grzegorz i Polak, Maciej (2017) Pies Baskerville’ów w wersji do nauki angielskiego, Warszawa: Poltext, ISBN 978-83-7561-707-8.
- Fihel, Marta, Jemielniak, Dariusz i Komerski, Grzegorz (2017) Pride and Prejudice: Duma i uprzedzenie w wersji do nauki angielskiego, Warszawa: Poltext, ISBN 978-83-7561-763-4.
- Fihel, Marta, Jemielniak, Dariusz, Komerski, Grzegorz i Polak, Maciej (2017) Wehikuł czasu w wersji do nauki angielskiego, Warszawa: Poltext ISBN 978-83-756-1749-8.
- Fihel, Marta, Jemielniak, Dariusz, Komerski, Grzegorz i Polak, Maciej (2018) The Adventures of Sherlock Holmes Part 1, Warszawa: Poltext ISBN 978-83-7561-721-4.
- Fihel, Marta, Jemielniak, Dariusz, Komerski, Grzegorz i Polak, Maciej (2018) The Adventures of Sherlock Holmes Part 2, Warszawa: Poltext ISBN 978-83-7561-729-0.
- Komerski, Grzegorz, Jażyński, Marcin, Fihel, Marta i Jemielniak, Dariusz (2018) Fanny Hill. Memoirs of a Woman of Pleasure. Wspomnienia kurtyzany w wersji do nauki angielskiego, Warszawa: Poltext ISBN 978-83-7561-888-4.
- Fihel, Marta, Jemielniak, Dariusz, Jajdelski, Wojciech i Rutkowski, Paweł (2020) Repetytorium maturalne z języka angielskiego, Warszawa: Poltext ISBN 978-83-8175-026-4.
- Fihel, Marta, Jażyński, Marcin, Jemielniak, Dariusz, Komerski, Grzegorz (2021) Folwark zwierzęcy w wersji do nauki angielskiego, Warszawa: Poltext ISBN 978-83-8175-219-0.
- Fihel, Marta, Jażyński, Marcin, Jemielniak, Dariusz, Komerski, Grzegorz (2021) Rok 1984 w wersji do nauki angielskiego, Warszawa: Poltext ISBN 978-83-8175-225-1.
- Fihel, Marta, Jemielniak, Dariusz, Komerski, Grzegorz, Jażyński, Marcin (2022) Jądro ciemności w wersji do nauki angielskiego, Warszawa: Poltext ISBN 978-83-8175-393-7.
- Fihel, Marta, Jemielniak, Dariusz, Rutkowski,  Bujnowicz, Elżbieta,  Laskowska, Marianna, Hryciuk, Zuzanna( 2025) Wielka księga gramatyki angielskiej w 400 ćwiczeniach, Warszawa: Poltext ISBN 978-83-8175-657-0.